# Purpuricenus sasanus
Purpuricenus sasanus là một loài bọ cánh cứng trong họ Cerambycidae.